# Sunnmøre Museum
Sunnmøre Museum er et folkemuseum som ligger i Borgundgavlen i Ålesund i fylket Sunnmøre, Norge. Det har en omfattende samling af blandt andet huse og både. Museet blev stiftet i 1931.
Sunnmøre Museum er en afdeling af Stiftinga Sunnmøre Museum som har det administrative hovedansvar de omfattede museer.

## Bakgrunn
Aalesunds Museum, som blev startet i 1903, mistede alle deres samlinger under bybranden i Ålesund et år efter. Da de genoptog arbejdet efter branden samlede de meget gammelt ind fra bygderne omkring Ålesund. I 1910 oprettede man Sunnmørstun under Ålesund Museum. Det var vanskeligt at finde plads til dette i byen.
Sunnmøre Museum fik overtaget en byggegrund under Borgund præstegård. Man tog på rejse for at indsamle flere ting til museet, og den blev delvist finansieret med tilskud fra kommunerne; 1,5 øre for hver indbygger.
Op gennem 1930'erne blev detrflyttet en del gamle bygninger til museet. Man begyndte at opføre en brandsikker bygning, men som følge af udbruddet af anden verdenskrig i 1940 blev åbningen udsat. Under krigen var der mange som fik benytte det tomme betonhus til lagerplads, legalt og illegalt.
Det blev endeligt åbnet i juni 1946 af daværende kronprins Olav.

## Eksterne lenker
- Sunnmøre Museum

62°28′22.202″N 6°14′6.3060″Ø / 62.47283389°N 6.235085000°Ø